# Zäziwil
Zäziwil (gsw. Zäziwiu) – gmina (niem. Einwohnergemeinde) w Szwajcarii, w kantonie Berno, w regionie administracyjnym Bern-Mittelland, w okręgu Bern-Mittelland.

## Demografia
W Zäziwil mieszka 1 601 osób. W 2020 roku 6,1% populacji gminy stanowiły osoby urodzone poza Szwajcarią.

## Transport
Przez teren gminy przebiegają drogi główne nr 10 i nr 228.